# Devonian Botanic Garden

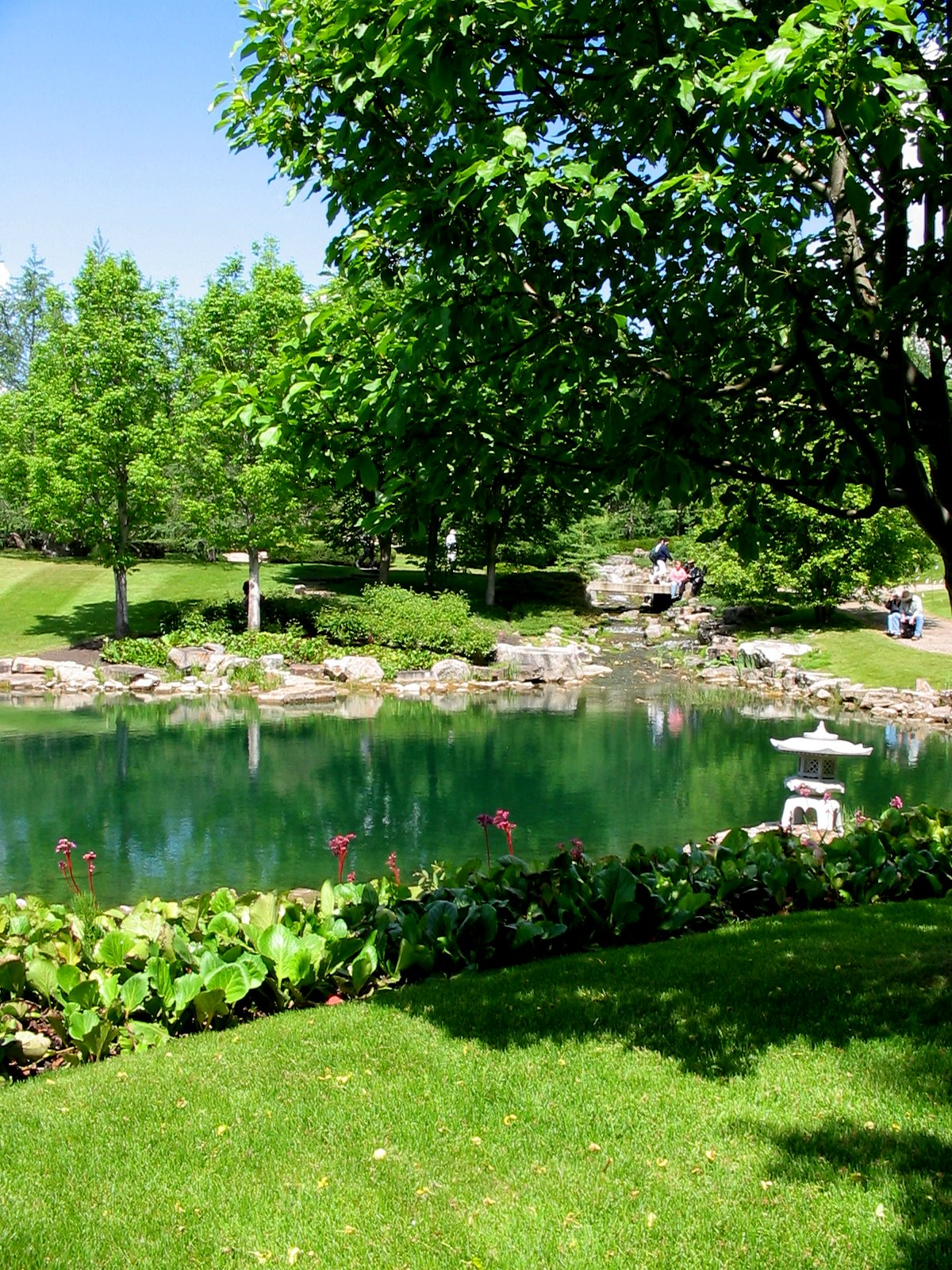
Japonská zahrada

Devonian Botanic Garden je botanická zahrada v Kanadě, je nejsevernější botanickou zahradou. Založila ji v roce 1959 Albertská univerzita. Zahrada se nachází v blízkosti města Devon v Albertě, v Parkland County.
Zahrada je položena na více než 30 hektarech (80 akrů) 12 000 let starého písečného pobřeží jezera Edmonton, a zahrnuje dalších 40 ha (110 akrů) přírodních oblastí. V roce 1976 bylo přidáno dalších 40 ha a název byl změněn na Devonian Botanic Garden. Obsahuje pestrou paletu rostlin, s důrazem na alpské a za otužilé chladnomilné rostliny, ale součástí jsou takové atrakce, jako je autentická japonská zahrada. Vzhledem k spojení s univerzitou v Albertě, je zde prováděn rozsáhlý výzkum ve více oblastech, jako je ekologie mechorostů, biologická rozmanitost, ochrana rostlin a taxonomie mikroskopických hub. Plně digitalizovaný herbář obsahuje velkou sbírku mechorostů, je používán pro výzkum a výuku, stejně jako zahradnické rostliny pěstované v zahradě.
Zahrada nabízí několik expozic: alpská zahrada, bylinková zahrada, sbírka pivoněk, sbírka kosatců a primulí, ukázka architektury původní místní zahrady, japonská zahrada a Heritage Plants garden. Zahrada je otevřena od května do října.
Společnost přátel Devonian Botanic Garden byla založena v roce 1971 jako skupina podporující cíle a záměry zahrady. Přátelé udržují seznam semen a také vydávají různé zahradnické a související publikace.
Spojení s výměnou MOU bylo podepsáno mezi Univerzitou Aga Khan a Univerzitou v Albertě v roce 2009. Univerzita v Albertě požádala Jeho Výsost Aga Khan o vytvoření islámské zahrady v areálu Devonian Botanic Garden. Tato žádost byla přijata a přípravné práce již započaly.

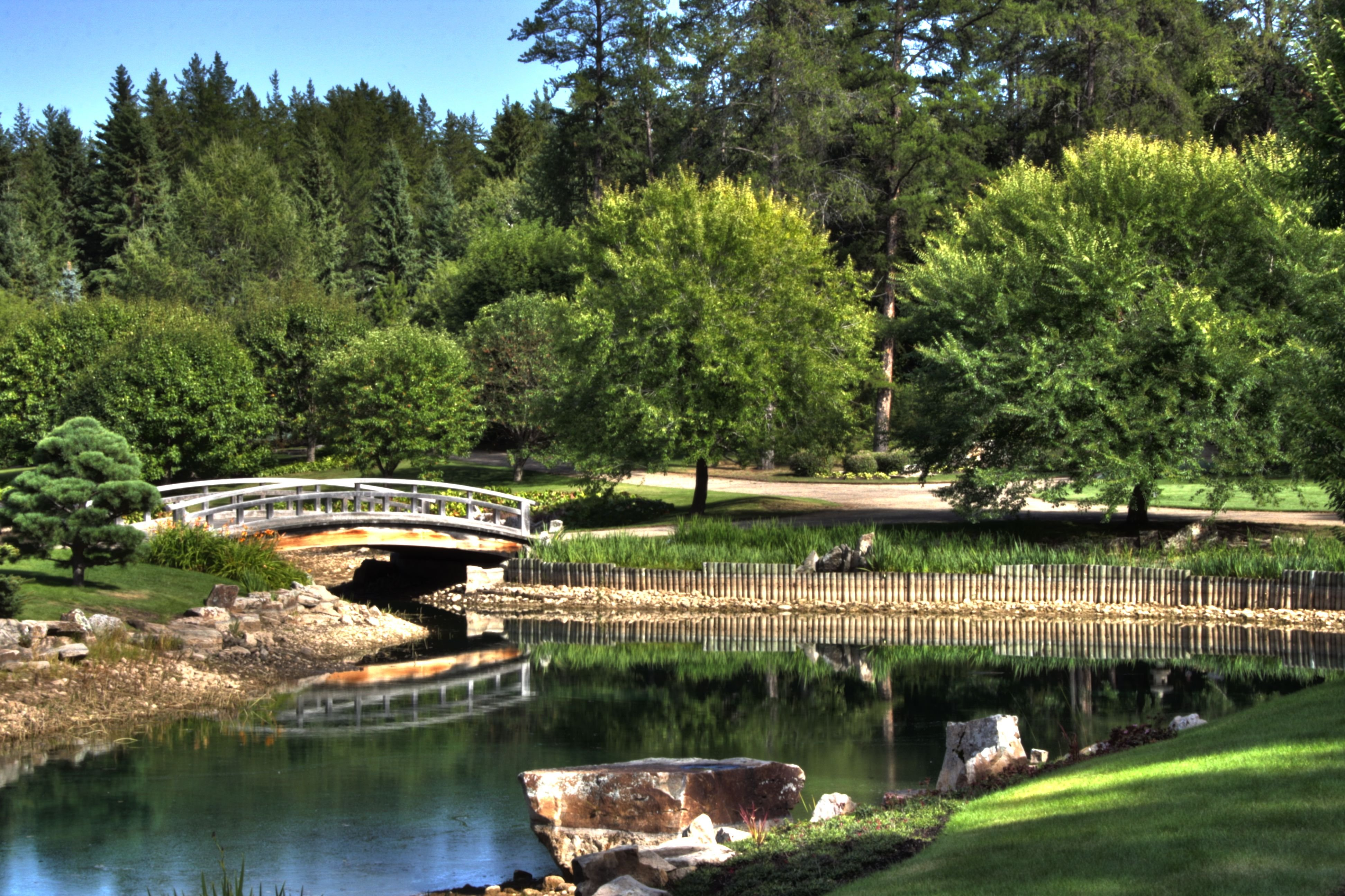
Japonská zahrada.
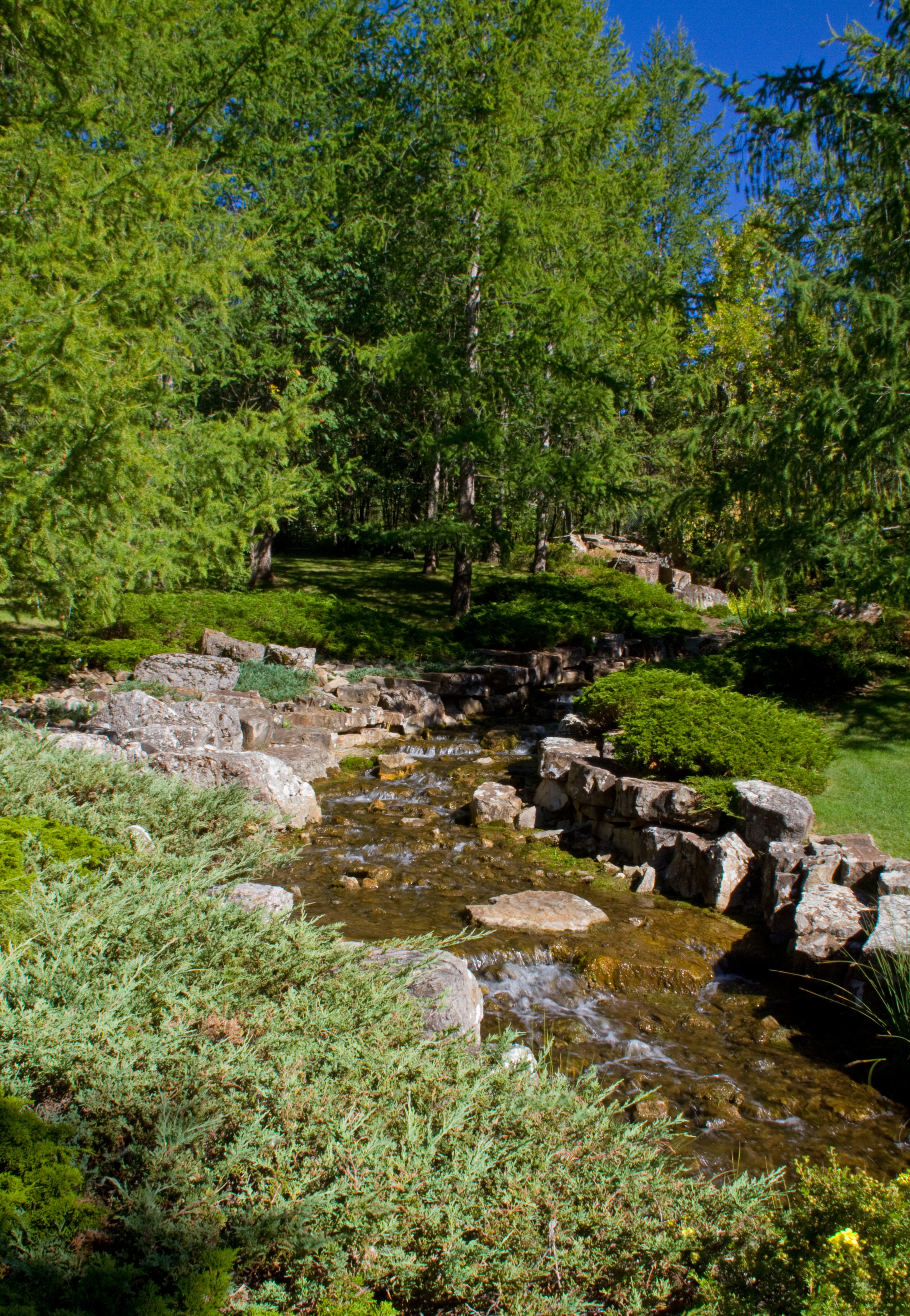
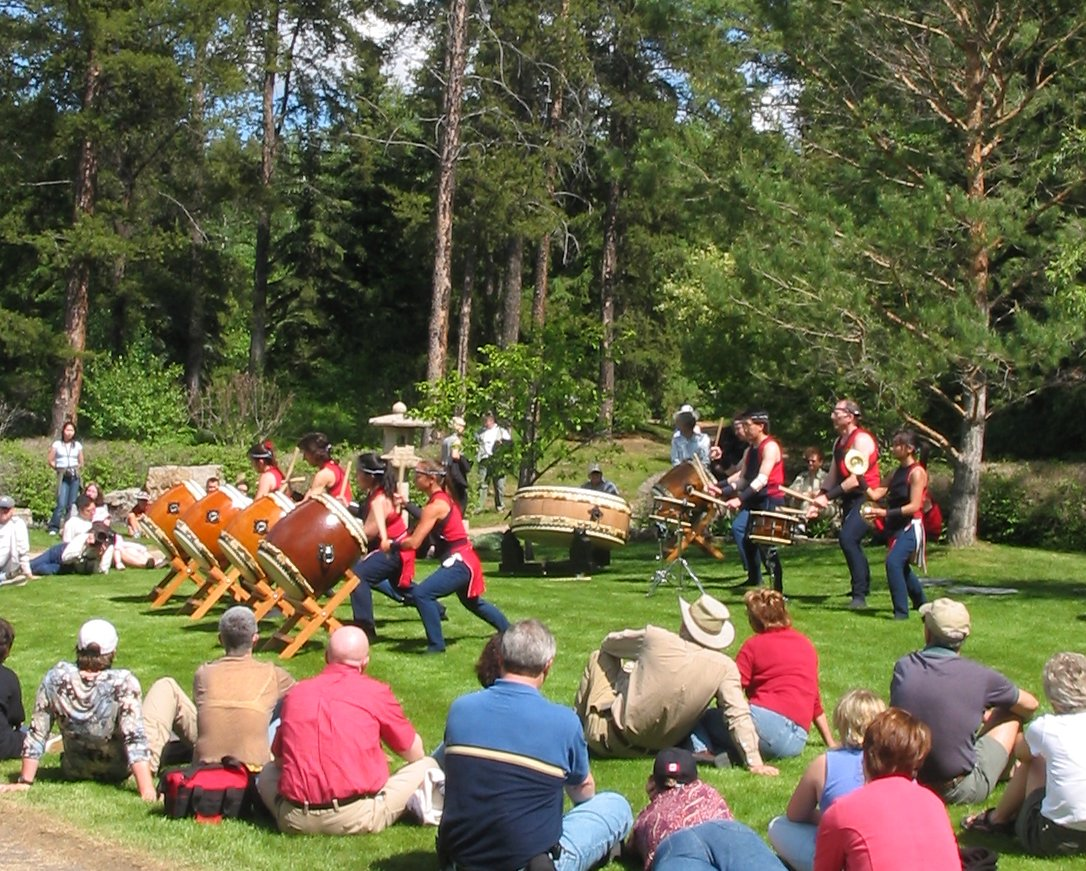
Představení v Japonské zahradě botanické zahrady